# Teburszuk
Teburszuk (tunéziai arab nyelven: تبرسق, nyugati nyelveken: Téboursouk) a tunéziai Béja-i Kormányzóság városa és községe.

## Fekvése
Tunisztól 105 km-re fekvő város.

## Földrajza
A város a Béja megyei önkormányzat része. Tunézia nyugati hegyvidékén, a Téboursouk-hegység lábánál, a tunéziai gerincen, egy dombon épült, 400 m tengerszint feletti magasságban. A Wadi Khalled völgyében található olajfaligetekre néz.
Téboursouk a Bejaoua berber törzs területén található, a Drid törzs közelében, a Haut-Tell északi végén. A várostól 4.6 km-re találhatók Dougga, antik nevén: Thuggo, római város romjai.

## Történelem
A város már a rómaiak előtt is lakott volt. Karthágóval szemben Rómával szövetkezett.
A város a Római Birodalom idején Teboursouc " Tubursico-Bure " néven volt ismert, és a római Afrika tartományban Proconsularis volt . Az ősi Thubursicum Bure romjai egy nagy, bizánci pentagonal formájú épület, amelyet Justin II. (565-578) alatt építettek, és amelynek északi része egy római kapu és temető.
A római várost municipiumnak tekintették .
A város 1904-ben szerezte meg az önkormányzati törvényrendszert a francia protektorátus alatt és Tunézia függetlenségének fő küldöttségi státuszát. 2004-ben az önkormányzat ünnepelte létrehozásának centenáriumát.

## Nevezetességei

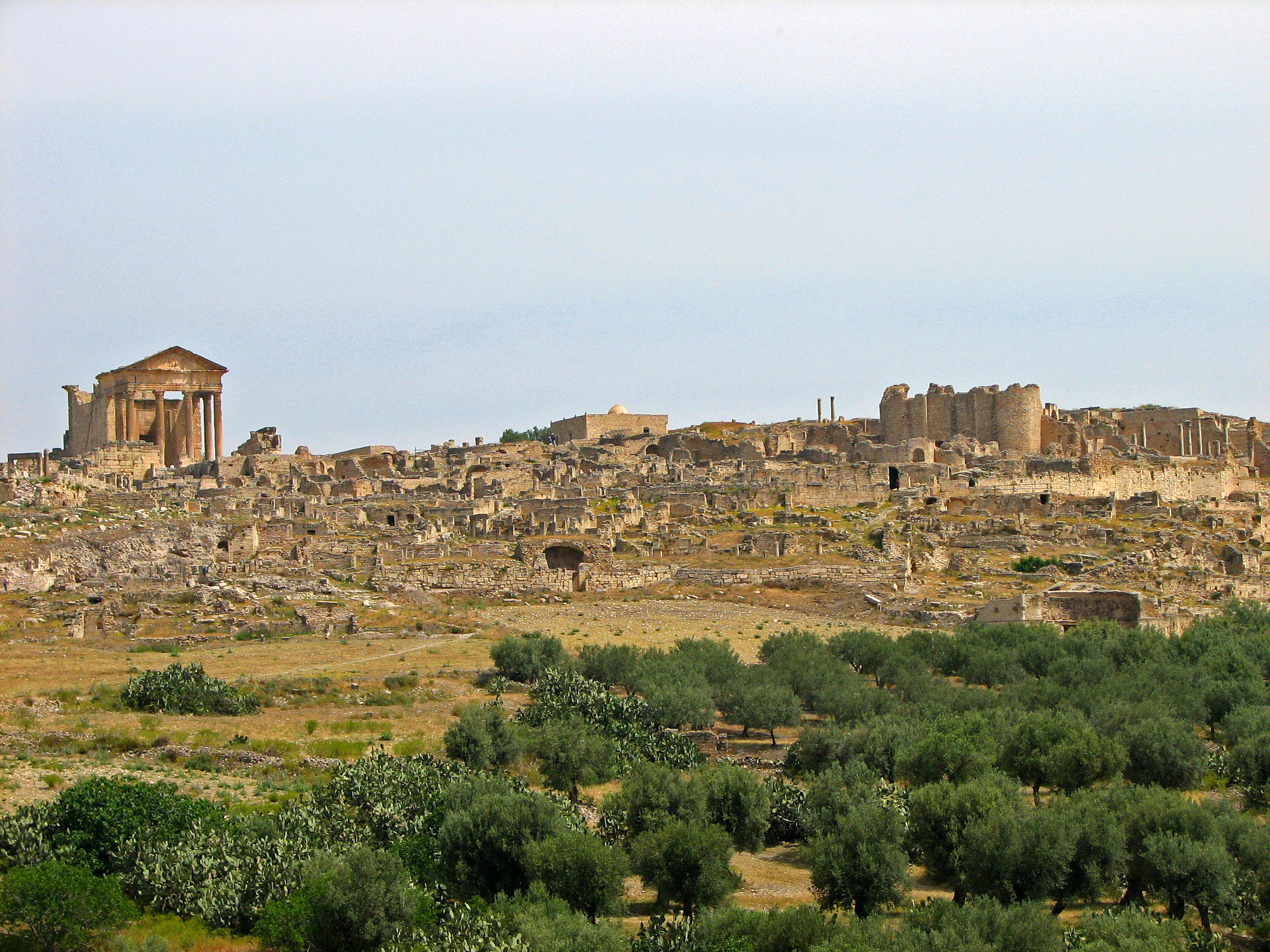
Teburszuk romjai

- Theátrum (színház) - Kr. u. 168-ban építették egy városlakó adományából. Átmérője 63,5 méter volt, 3500 nézőt fogadott be.
- Capitolium - Kr. u. 166 körül épült. A viszonylag jó állapotban megmaradt épület egyike Észak-Afrika legszebb római emlékeinek. Jupiter, Júnó és Minerva istenek tiszteletére épült. A 6 oszlopból övezett előcsarnokba monumentális lépcsősor vezet.
- Fórum - a Capitolium mellett található.